# Aeroportul Kéniéba
Aeroportul Kéniéba (IATA: KNZ, ICAO: GAKA) este un aeroport din Regiunea Kayes, Mali ce deservește zona Kéniéba⁠(d). A fost numit după zona deservită.
Situat la o altitudine de 137 m, aeroportul dispune de o singură pistă.